# Huracán CF
A Huracán Valencia Club de Fútbol, röviden Huracán Valencia a Segunda División B 3. csoportjában szereplő labdarúgóklub.  Székhelye a Valencia tartományban található Manises. Az egyesületet 2011-ben alapították.

## Története
2011-ben Huracán Valencia Club de Fútbol néven alapult meg. A klub megvásárolta a Torrellano Illice CF együttesét a Tercera División-ből. Ezek után július 18-án a Segunda División B-ben megüresedett helyett megvásárolták, így mérkőzés nélkül jutottak fel.

## Szezonok
| Szezon  | Osztály | Poz. | Copa del Rey |
| ------- | ------- | ---- | ------------ |
| 2011/12 | 2ªB     | 3.   |              |
| 2012/13 | 2ªB     | —    | 3. forduló   |

- 1 szezon Segunda División B

## Játékoskeret
| #  |         | Poszt | Név                  |
| -- | ------- | ----- | -------------------- |
| 1  | Spanyol | K     | José Antonio Salcedo |
| 2  | Spanyol | V     | Víctor Gomis         |
| 3  | Spanyol | V     | Carlos Pomares       |
| 4  | Spanyol | V     | Pepe Pla             |
| 5  | Spanyol | V     | Tomás Ruso           |
| 6  | Spanyol | KP    | Jorge Juliá          |
| 7  | Spanyol | CS    | David Fas            |
| 8  | Spanyol | KP    | Luis San Julián      |
| 10 | Spanyol | CS    | Enrique Carreño      |
| 11 | Spanyol | CS    | Pablo Morgado        |
| 12 | Spanyol | V     | Alexis Villar        |

| #  |                   | Poszt | Név              |
| -- | ----------------- | ----- | ---------------- |
| 13 | Spanyol           | K     | Paco Fernández   |
| 14 | Spanyol           | KP    | Pablo García     |
| 15 | Egyenlítői-Guinea | V     | Carlos Akapo     |
| 16 | Spanyol           | KP    | Javi Rubio       |
| 17 | Egyenlítői-Guinea | CS    | Raúl Fabiani     |
| 18 | Spanyol           | KP    | José Luis Miñano |
| 19 | Spanyol           | CS    | Javi Navarro     |
| 20 | Paraguay          | V     | Ángel Amarilla   |
| 21 | Spanyol           | KP    | Javi Salero      |
| 22 | Spanyol           | KP    | Pablo Vidal      |
|    | Spanyol           | V     | Pablo Agudo      |

## Edzők
| - 2011-: Nicolás Estévez |

## Elnökök
- Óscar Rubén Fernández Romero (Nem mutatkozott be).[4]
- Nico Estévez (2011-...).